# Apeadero de Nora
Portugal es un país que tiene muchas ciudades pueblos y municipios. Tiene un sistema ferroviario extenso y estaciones con sus apeaderos.

## Historia
El apeadero de Nora se encuentra entre las estaciones de Tavira y Vila Real de Santo António, habiendo sido abierto este tramo el 14 de abril de 1906.